# Henri Martin (historien)
Pour les articles homonymes, voir Henri Martin.

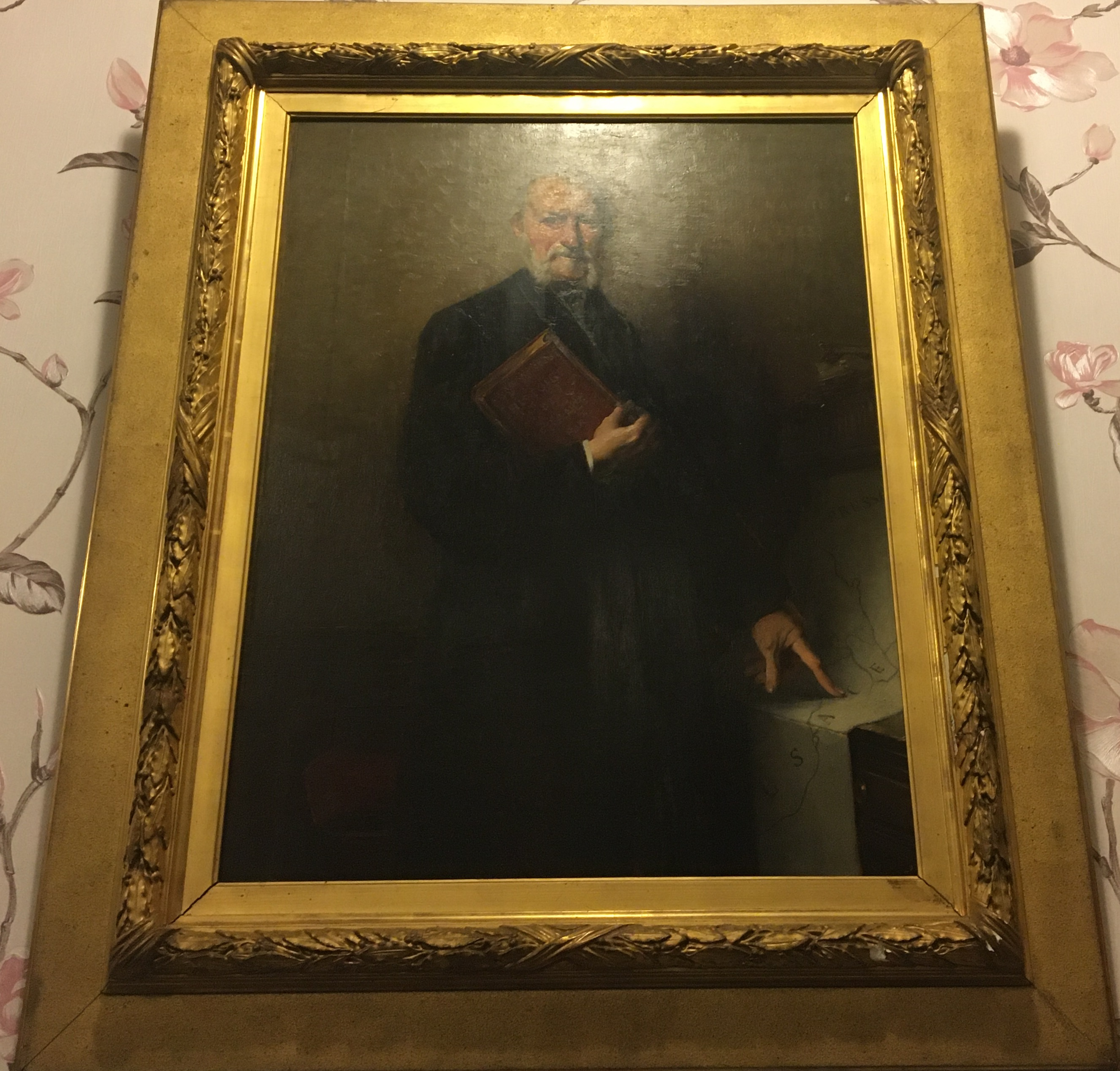
Henri Martin par Désiré Laugée (société académique).

Henri Martin, né le 20 février 1810 à Saint-Quentin (Aisne) et mort le 14 décembre 1883 à Passy (Seine), est un historien, essayiste, romancier, homme politique français, premier président de la Ligue des patriotes, l'un des fondateurs de la Société des gens de lettres, dont il sera le président honoraire. Il est aussi le président de la Société d'anthropologie de Paris pour l'année 1878. 

## Carrière d’historien
Henri Martin profita, dès son plus jeune âge, de la riche bibliothèque léguée par un parent de son père, juge au tribunal civil. La lecture assidue lui donna très tôt le goût de l’histoire mais, son père le destinant, suivant la tradition de sa famille, au notariat, l’envoya, à l’âge de dix-huit ans, après ses études au lycée de sa ville natale, à Paris comme petit clerc dans une étude de notaire de la rue de la Harpe. Mais, une fois à Paris, il retrouva son compatriote et ami Félix Davin, de trois ans son ainé, employé de commerce mais passionné, comme lui, de littérature.
Martin s’associa, sous le nom de plume d’« Irner », à Davin pour collaborer à un roman, paru dans les premiers mois de 1830, intitulé Wolfthurm ou la Tour du loup, roman dont l’action se passe à l’époque de l’invasion du Tyrol par les troupes françaises commandées par le général Lefèvre.
Lors de la Révolution de Juillet, il prit activement part aux évènements. Après Wolfthurm, Davin le présenta au Bibliophile Jacob, Paul Lacroix, qui l’accueillit à bras ouverts. La coopération entre ce dernier, polygraphe prodigieusement actif, et le jeune clerc de notaire, désireux de gagner suffisamment avec sa plume pour obtenir de son père la permission de quitter le notariat, fut extrêmement productive, d’autant plus que, marié, à vingt-et-un ans, avec la fille d’un commerçant de Saint-Quentin, le jeune ménage n’était pas riche. Il est difficile de trouver une revue littéraire, un magazine, un recueil quelconque, de 1830 à 1835, où Martin n’ait publié sa prose, et quelquefois ses vers. Le Bibliophile Jacob, qui dirigeait alors trois ou quatre journaux, le fit écrire dans le Mercure, le Gastronome, le Garde national, dont Émile de Girardin lui avait offert la direction, en 1830, mais qui dura trois mois à peine. Il écrivit également dans la Mode, le Journal des Demoiselles, le Livre de beauté, les Sensitives, album des Salons.
Henri Martin, à cette époque, se croyait surtout poète. Passionné de légendes, il allait en chercher partout, jusqu’en Orient, et étudia sérieusement les langues orientales, avant de les abandonner par la suite. Jusqu’à l’époque de sa grande Histoire de France, il mena courageusement une vie laborieuse et difficile. En 1832, dans le livre des Cent et Un de Ladvocat, il publia une Visite à Saint-Germain-en-Laye. À la même date, il écrivait Gad le forgeron pour les Cent et une nouvelles, et entreprenait une satire hebdomadaire, le XIXe siècle, dont deux ou trois numéros seulement ont paru ; il publiait encore Minuit et Midi, bientôt suivi du Libelliste, romans historiques ; la Vieille Fronde, scènes à la façon de Vitet. Enfin, toujours en 1832, il donnait à la Gaîté, avec Pixérécourt, un drame en trois actes et six tableaux : l'Abbaye-aux-Bois, ou la Femme de chambre. La même année, il donnait, cependant, la Vieille Fronde, ouvrage sur la Fronde parlementaire, qui donne un aperçu de son œuvre d’historien à venir. En effet, cette année-là, Alfred Mame s’adressa au bibliophile Jacob pour avoir une Histoire de France d’une certaine importance comme étendue, capable de devenir un livre de fonds, une source de revenus annuels pour la maison. Ce dernier conçut l’idée de composer ce livre avec les extraits des principaux historiens de chaque époque, reliés entre eux par des transitions et des compléments pour combler les vides pour les périodes manquantes, comme ce qu’avait fait Prosper de Barante pour son Histoire des ducs de Bourgogne de la maison de Valois. 
Sollicité pour ce projet, Martin, après de longues hésitations, se décida à fournir à Lacroix une Histoire des Gaulois, qu’il avait particulièrement étudiés. Parue en 1833, en petit volume in-32, elle obtint un certain succès, le format primitif fut changé à celui de l’in-octavo pour ne pas allonger trop considérablement le nombre des volumes. L’Histoire des Gaulois fut réimprimée pour ouvrir l’édition nouvelle, et le résultat fut son Histoire de France en quinze volumes (1833-1836), qui porta d’abord le nom de Lacroix, qui en avait fourni l’idée et le plan général, en surveillait l’exécution, en prêtait les volumes de sa considérable bibliothèque, pour faire les extraits. Il en revoyait également le style de Martin dont le nom ne commencera à paraitre qu’à partir du treizième volume. Celui-ci approchait de sa fin et, le moment venu de prendre des arrangements pour les éditions subséquentes, Lacroix dit au libraire : « Ce n’est plus avec moi qu’il faut traiter ; c’est avec Henri Martin, le véritable, le seul auteur. » Le libraire n’y consentit qu’à contre-cœur, car l’ouvrage réussissait, mais c’est bien lui qui en était le véritable et à peu près le seul auteur. Il fut convenu d’éditer d’abord telle quelle une nouvelle édition de l’Histoire de France par les principaux historiens, enrichie d’images, pendant que Martin préparerait l’édition suivante refondue.
Martin fit une œuvre tout à fait nouvelle, où il ne restait pour ainsi dire pas une ligne de la première, et il ne cessa, par la suite, de transformer et de remanier cet opus magnum revu et augmenté (4e éd., 16 vol. plus un index, 1861-1865), lui valut, en 1856, le Premier Prix de l’Académie, et en 1869 le grand prix bisannuel de 20 000 francs. En 1867, fut publiée une version abrégée en sept volumes destinée à un plus large public. Avec sa suite, l’Histoire de France depuis 1789 jusqu’à nos jours (8 vol., 1878-1883), elle donnait de la France un historique complet, et remplaçait l’Histoire des Français de Jean de Sismondi. Son Histoire de France est la plus diffusée de son époque avec celle de Jules Michelet ».
À partir d’un certain moment, cette Histoire de France devenue célèbre , et où il a synthétisé ses qualités de poète et de notaire, a si bien rempli la vie de Martin, qu’elle a dépassé tous ses autres ouvrages en, pour cacher tout le reste. Ce travail souffre pourtant de quelques défauts : ses descriptions des Gaules subissent trop l’influence de Jean Reynaud et de sa philosophie cosmogonique, et se fondent davantage, sous ce rapport, sur la légende que sur l’histoire. Républicain libre-penseur, il avait adopté, en les racontant, les doctrines des druides, dont il admirait le spiritualisme, se consolant à leur croyance en une immortalité consciente. Il laisse souvent ses préjugés fausser son jugement sur la politique et l’histoire religieuse de l’Ancien Régime. Sa connaissance du Moyen Âge souffre de lacunes, et ses critiques ne sont pas pertinentes. Il n’en a pas moins donné une grande impulsion aux études celtiques et anthropologiques. Il a l’idée de remplacer les phases principales de l’histoire de France (notamment les dynasties) par des héros accompagnés de leurs mythes : Vercingétorix, Jeanne d’Arc, etc. Les six derniers volumes, consacrés aux XVIIe et XVIIIe siècles, sont supérieurs aux précédents. Parmi ses autres œuvres, on cite : De la France, de son génie et de ses destinées (1847), Daniel Manin (1860), La Russie et l’Europe (1866), Études d’archéologie celtique (1872), Les Napoléon et les frontières de la France (1874).

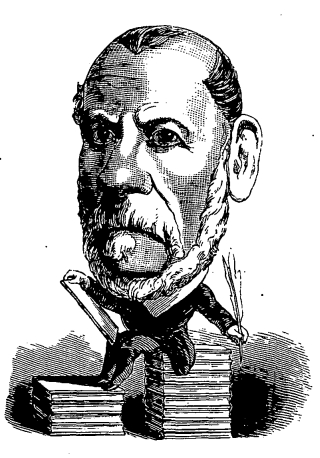
Caricature parue dans Le Trombinoscope de Touchatout en 1873.

En 1848, Carnot, ministre temporaire de l’Instruction publique, le chargea d'enseigner un cours à la Sorbonne sur l’histoire diplomatique de la Révolution. Compte tenu des événements de l'époque, il ne remplit cette fonction que pendant six mois.

## Protecteur des mégalithes[11]
Les monuments néolithiques de la région de Carnac n'auraient peut-être pas été conservés sans la volonté d’Henri Martin d’en faire assurer la protection par l’État.
En 1855, dans la 4e édition de L’Histoire de France, Henri Martini ne consacre que quatre pages aux « pierres druidiques » (p. 48 à 52). Mais en 1864 il effectue un voyage en Bretagne pour s’informer des derniers résultats des recherches archéologiques sur les mégalithes. Au sujet des alignements de Carnac, il indique : « Ces monuments, sans rivaux dans leur genre, méritent mieux que de subsister provisoirement par tolérance ; ils valent bien que l’État les prenne sous sa protection directe, et il n’est assurément, parmi les monuments classés comme nationaux, rien qui les surpasse en importance historique ». En 1872, il rajoute dans une note : « Depuis 1864 rien n’a encore été fait pour assurer le salut des monuments de Carnac, et l’on nous a signalé de nouveaux actes de vandalisme ».
Le 5 décembre 1878, lors d’une séance de la Société d'anthropologie de Paris, Henri Martin appelle l’attention de la Société sur la nécessité de mettre sous la protection de l’État les monuments de Carnac et propose la création au sein de la commission des monuments historiques d’une sous-commission des monuments mégalithiques. Le 21 novembre 1879, un arrêté ministériel institue la sous-commission d’inventaire des monuments mégalithiques et il en devient le premier président. À partir de 1882, il organise des rachats à l’amiable de mégalithes dans la région de Carnac. Il meurt en 1883 mais le mouvement est irrémédiablement lancé.
Jules Grévy signe, le 21 septembre 1887, un décret déclarant d'utilité publique la conservation des monuments mégalithiques de la commune de Carnac. Les propriétaires n’ayant pas trouvé un accord avec l’État sont expropriés en août 1888. L’année 1889 couronnera l’action d’Henri Martin avec le classement « par liste » au titre des monuments historiques de plus de 200 monuments mégalithiques en France : 14 alignements, 83 dolmens et allées couvertes, 95 menhirs et pierres dressées, 4 cromlechs et 8 tumuli.

## Parcours politique
Rédacteur en chef au Siècle, Martin fut également maire du 16e arrondissement de Paris en 1870 puis de 1880 à 1883, et siégea à la Chambre des députés comme député de l'Aisne (élu aussi à Paris, il opta pour le premier département) en 1871. Il fut élu membre de l'Académie des sciences morales et politiques en 1871, et de l'Académie française au 38e fauteuil le 13 juin 1878, en remplacement d’Adolphe Thiers, où sa réception a fait un certain bruit. Sénateur de l'Aisne en 1876, il ne laissa que peu de souvenirs comme homme politique. Il soutint néanmoins le projet de loi voté par la Chambre pour ériger le 14 juillet en Fête nationale et prononça devant le Sénat un discours en ce sens, le 29 juin 1880.

Le Bibliophile Jacob l’a ainsi décrit : 

« Quoi qu’on puisse penser de son talent et de ses opinions, Henri Martin est un brave homme, – il n’y a qu’une voix là-dessus parmi tous ceux qui le connaissent, – obligeant, désintéressé, profondément honnête. C’est un naïf qui croit aux rêveries druidiques, aux vertus et à l’infaillibilité du peuple, à l’avènement de l’âge d’or par la République. Au physique, Henri Martin est grand, maigre, l’air gauche, le teint haut en couleur, les cheveux, les moustaches et le collier de barbe tout blancs, vigoureux encore, marcheur intrépide. Un de ses vieux amis m’assure qu’il était très beau en 1832, qu’il avait l’air d’un héros de roman du XVIIe siècle. Il a changé. Il demeure à Passy, non loin du seul fils qui lui reste, le docteur Martin, habile accoucheur et entomologiste distingué. Il avait un autre fils, un peintre, mort jeune et fou. Henri Martin a mis une rare persévérance à poursuivre son fauteuil. Pendant tout près d’un quart de siècle, il s’est tenu à l’affût, guettant toujours, se présentant de temps à autre, et lorsqu’il ne retirait pas sa candidature au dernier moment, recueillant la voix de son ami M. Legouvé, renforcée quelquefois d’une ou deux autres. Aujourd’hui, le voici au terme de ses vœux : tout vient à point à qui sait attendre:293. »

Il contribua à la fondation de la Ligue des patriotes, dont il fut le premier président. Il était également l’un des fondateurs et des présidents honoraires de la Société des gens de lettres. 
Il meurt en 1883 au no 38 rue Vital (16e arrondissement), où il habitait depuis 1878. Une plaque commémorative lui rendait autrefois hommage. Il est inhumé au cimetière du Montparnasse. En 1885, la ville de Paris donne son nom à un segment de l'avenue du Trocadéro, de façon que la mairie du 16e arrondissement y ait son adresse. Une partie du reste de l'ancienne avenue du Trocadéro est aujourd'hui l'avenue Georges-Mandel.

## Hommages
- Georges Laugée a peint un Portrait de Henri Martin qui fut médaillé au Salon des artistes français de 1881.
- Une avenue parisienne du 16e arrondissement porte son nom, celle de l'adresse de la mairie du 16e (reprise sur le plateau du jeu Monopoly), de même qu’une gare du RER C.
- Un lycée de Saint-Quentin, sa ville natale dans l'Aisne, porte son nom.

## Œuvres
- Wolfthurm, 1830.
- La Vieille Fronde, 1832.
- Minuit et midi, 1832.Réédité en 1855 sous le titre Tancrède de Rohan, Librairie de L. Hachette et Cie, in-12, 207 pages.
- Le Libelliste, 1833.
- Histoire de France (avec Paul Lacroix, le Bibliophile Jacob) (1833-1836)
- Histoire de la ville de Soissons, 1837.
- De la France, de son génie et de ses destinées, 1847.
- La Monarchie au XVIIe siècle, 1848.
- Daniel Manin, 1859.
- Histoire de France depuis les temps les plus reculés jusqu’en 1789, 1860.
- L'Unité italienne et la France, 1861.
- Jean Reynaud, 1863.
- Pologne et Moscovie, 1863.
- Le 24 février, 1864.
- Vercingétorix, 1865)
- La Séparation de l'Église et de l'État, 1865.
- La Russie et l'Europe, 1866.
- Dieu dans l'histoire, 1867)
- Histoire de France populaire, 1867-1875.
- Études d’archéologie celtique, 1872.
- Les Napoléon et les frontières de France, 1874.
- Histoire de France depuis 1789 jusqu'à nos jours, 1878-1885.